# Miss Cedeao
 (février 2014).
Si vous disposez d'ouvrages ou d'articles de référence ou si vous connaissez des sites web de qualité traitant du thème abordé ici, merci de compléter l'article en donnant les références utiles à sa vérifiabilité et en les liant à la section « Notes et références ».
Miss Cedeao est un concours de beauté féminin des pays africains de la CEDEAO, la Communauté économique des États de l'Afrique de l'Ouest. Le concours, fondé en 1994, met en compétition les Miss nationales de plusieurs des pays de la CEDEAO dont le Bénin, le Burkina Faso, le Cap-Vert, la Côte d'Ivoire, la Gambie, le Ghana, le Liberia, le Niger, le Nigeria, la Guinée, la Guinée-Bissau et le Togo.

## Lauréates du titre
| Année | Miss CEDEAO           | Pays représenté | Dauphines                                                                                        |
| ----- | --------------------- | --------------- | ------------------------------------------------------------------------------------------------ |
| 1994  | Amie Sene             | Gambie          |                                                                                                  |
| 1995  | Mathilda Aku Alomatu  | Ghana           |                                                                                                  |
| 1996  | Carmelinda Conçalvez  | Cap-Vert        | Mimi Hermine Miss Côte d'Ivoire, 2e Dauphine                                                     |
| 1997  | Aicha Rami Keita      | Côte d'Ivoire   | Miss Bénin 1997 Melle Gladys HOUNKPODOTE Manuella LAWSON-BODY Miss Togo 2e dauphine              |
| 1998  | Aicha Faye            | Sénégal         | Lucie Dossah, Miss Togo, 1re dauphine Adiaratou Nènè Tall, Miss Mali, 2e dauphine                |
| 1999  | Amy Faye              | Gambie          | Déborah Bassuka, Miss Togo 99 1re dauphine Miss Bénin Bénin 99 2e dauphine                       |
| 2000  | Abibata Cissé         | Mali            | Mamy Camara, Miss Sénégal 1re Dauphine Amélie Boblin, Miss Côte d'Ivoire, 2e Dauphine            |
| 2001  | Mame Diarra Mballo    | Sénégal         | Assitan Kanté, Miss Mali, 1re Dauphine Safi Minougou, Miss Burkina Faso, 2e Dauphine             |
| 2002  | Wilza Fortes          | Cap-Vert        | Eunice Nkechi Iwuchukwu, Miss Nigeria, 1re dauphine Ankobiah Sandra, Miss Ghana, 2e dauphine     |
| 2003  | May Ikeora            | Nigeria         | Khadija Gueye, Miss Sénégal,1re dauphine Georgette Badiel, Miss Burkina Faso, 2e dauphine        |
| 2004  | Nadia Ewé             | Bénin           | Ene Lawani, Miss Nigeria, 1re dauphine Aminata Dièye, Miss Sénégal, 2e dauphine                  |
| 2005  | Tania Neves           | Cap-Vert        | Dorcas Séry Djéhi, Miss Côte d'Ivoire, 1re dauphine Kpanga Paka, Miss Nigeria, 2e dauphine       |
| 2006  | Alima Diomandé        | Côte d'Ivoire   | Jacky Azouma, Miss Togo, élue première dauphine Taka Kpandja, Miss Nigeria, 2e dauphine          |
| 2007  | Aminata Diallo        | Sénégal         | Jocelène Afonso, Miss Cap-Vert, élue 1re Dauphine Okundayé Erica, Miss Nigeria, 2e Dauphine.     |
| 2008  | Murielle-Claude Nanié | Côte d'Ivoire   | Uchechi Unibia, Miss Nigeria, 1re dauphine Hann Fatoumata, Miss Guinée, 2e dauphine              |
| 2009  | Joy Ngozika Obasi     | Nigeria         | Sherilyn Reindorf Partey, Miss Ghana, 1re dauphine Marceline Diop, Miss Sénégal-Usa, 2e dauphine |
| 2010  | Shirley Nwangere      | Ghana           | Matel Sow, Miss Sénégal-Usa, 1re dauphine Mlle Margaret Murray, Miss Sierra Leone, 2e dauphine   |
| 2011  |                       |                 |                                                                                                  |
| 2012  | Mariam Diallo         | Guinée          |                                                                                                  |
| 2013  | Spencer Lopes         | Cap-Vert        |                                                                                                  |
| 2014  |                       |                 |                                                                                                  |
| 2015  |                       |                 |                                                                                                  |

## Classement
| Gagné    | Pays          | Années                 |
| -------- | ------------- | ---------------------- |
| 4 titres | Cap-Vert      | 1996, 2002, 2005, 2013 |
| 3 titres | Sénégal       | 1998, 2001, 2007       |
| 2 titres | Nigeria       | 2003, 2009             |
| 3 titres | Côte d'Ivoire | 1997, 2006, 2008       |
| 2 titres | Gambie        | 1994, 1999             |
| 2 titres | Ghana         | 1995, 2009             |
| 1 titre  | Mali          | 2000                   |
| 1 titre  | Bénin         | 2004                   |
| 1 titre  | Guinée        | 2012                   |